# Summe Sacerdot d'Amon

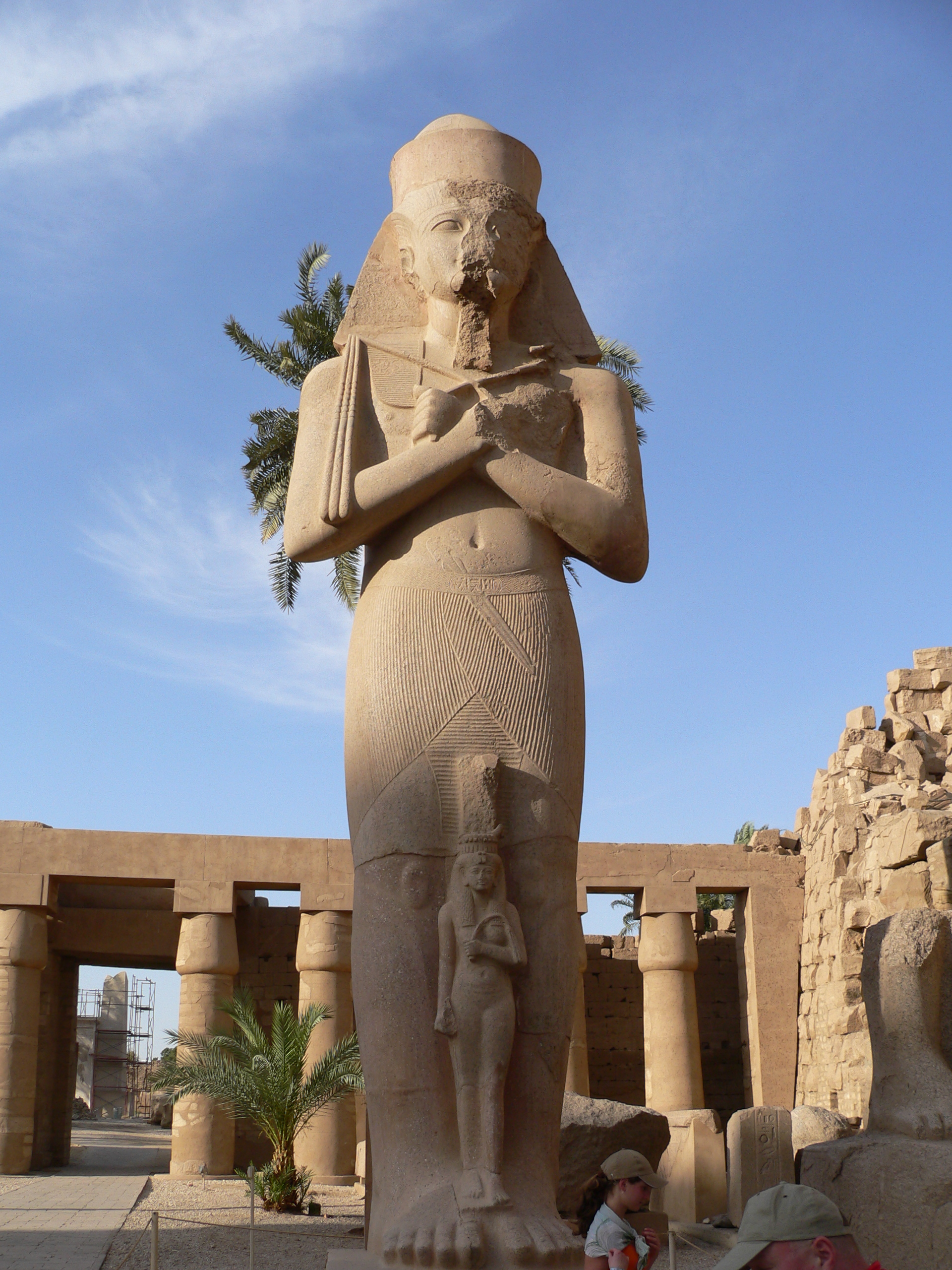
Estàtua de Pinedyem I, Summe sacerdot d'Amón, situada al primer pati del temple de Karnak.

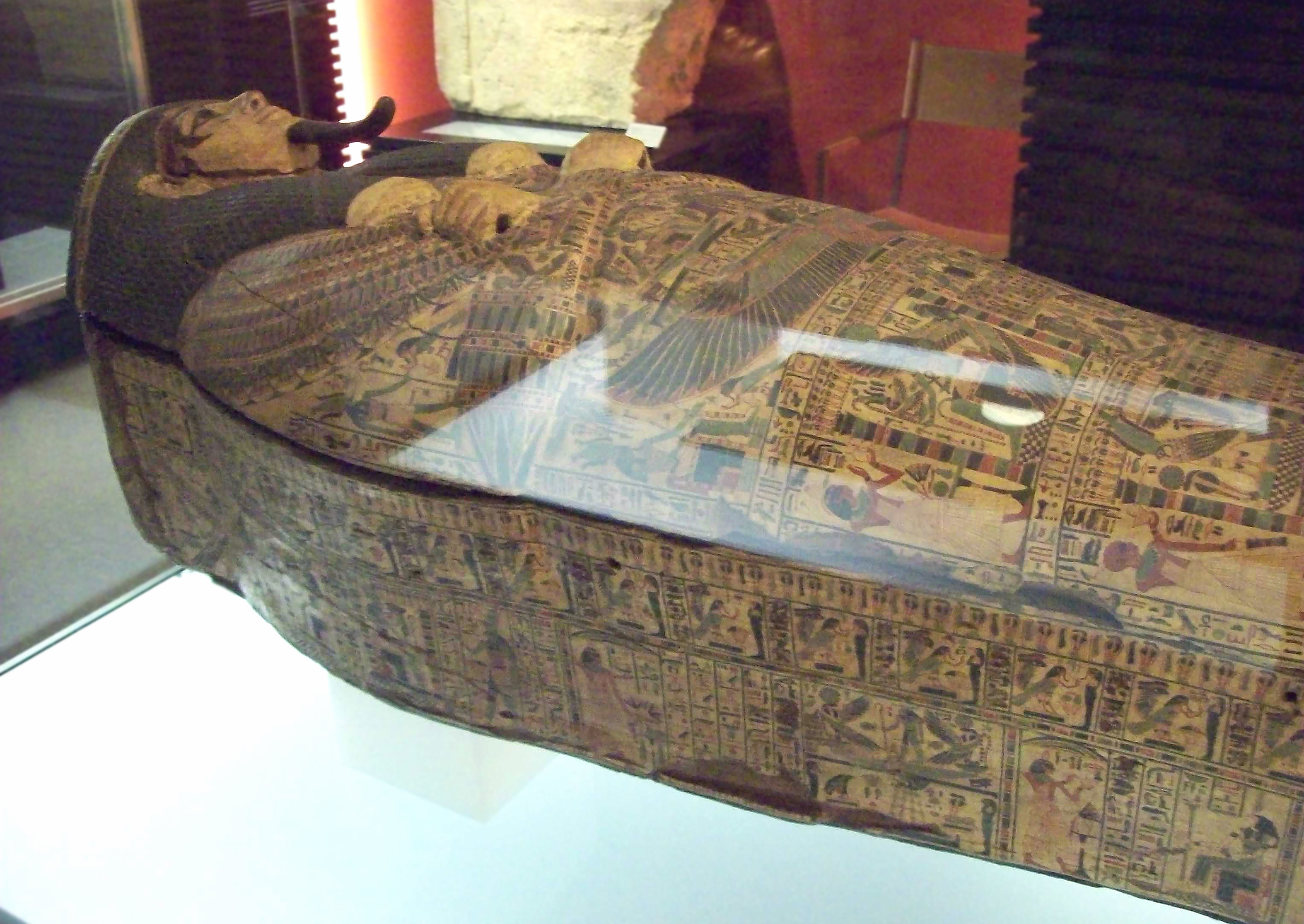
Sarcòfag d'un sacerdot d'Amón (MAN Inv.15216).

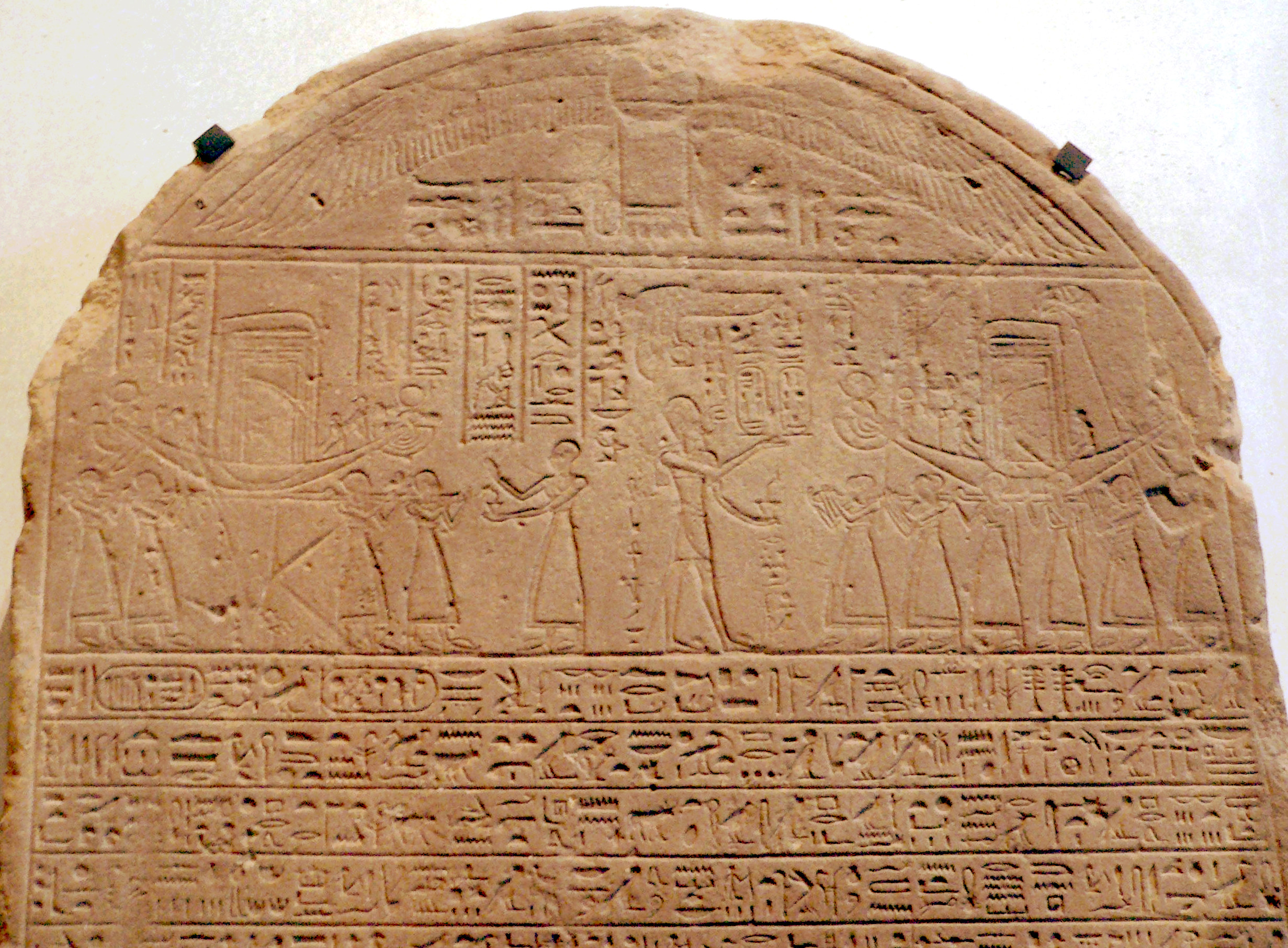
Estela mostrant als sacerdots purificadors. Louvre.

El Summe Sacerdot d'Amon era la màxima autoritat del clergat del déu Amon a l'antic Egipte, també és anomenat Primer Profeta d'Amon.

## Sacerdots divins, purificadors i lectors
El Summe sacerdot comptava amb un alt i un baix clergat com a assistents:
- L'alt clergat el componien els «sacerdots divins» que tenien exclusivitat en la participació dels sacrificis.
- El baix clergat estava format pels «sacerdots purificadors» i els «sacerdots lectors».

Els sacerdots purificadors transportaven la barca del déu en les processons, purificaven el temple i engalanaven les estàtues, els sacerdots lectors s'encarregaven del ritual.
Van arribar a estar entre els personatges més opulents d'Egipte doncs posseïen terres i ramats, nombrosos treballadors al seu càrrec i obtenien tributs dels nomos. Això afavorirà l'increment de poder dels sacerdots d'Amón que gradualment arribaran major influència política, arribant a ser nomenats entre els membres de la família reial.
Les primeres mencions dels sacerdots d'Amón es troben durant la dinastia XII.
Aconseguiran el seu màxim poder durant les dinasties XX, XXI i XXII.